# Dryomyza takae
Dryomyza takae är en tvåvingeart som beskrevs av Azuma 2001. Dryomyza takae ingår i släktet Dryomyza och familjen buskflugor. Inga underarter finns listade i Catalogue of Life.